# سرطان ناجم عن الإشعاع
من المعروف أن التعرض للإشعاع المؤين يزيد من احتمالية الإصابة بالسرطان في المستقبل، وخاصة سرطان الدم. الآلية التي يحدث بها هذا مفهومة جيدًا، لكن النماذج الكمية التي تتنبأ بمستوى الخطر ما تزال مثيرة للجدل. يفترض النموذج الأكثر قبولًا على نطاق واسع أن الإصابة بالسرطان بسبب الإشعاع المؤين يزداد خطيًا مع جرعة إشعاع فعالة بمعدل 5.5% لكل سيفرت؛ إذا كان هذا صحيحًا، فإن إشعاع الخلفية الطبيعي هو أكثر مصادر الإشعاع خطورة على الصحة العامة، يليها التصوير الطبي في المرتبة الثانية. بالإضافة إلى أن الغالبية العظمى من السرطانات غير الغازية هي سرطانات الجلد غير الميلانينية التي تسببها الأشعة فوق البنفسجية (التي تقع على الحد الفاصل بين الإشعاع المؤين وغير المؤين). وصفت الوكالة الدولية لأبحاث السرطان التابعة لمنظمة الصحة العالمية إشعاع التردد اللاسلكي غير المؤين من الهواتف المحمولة ونقل الطاقة الكهربائية ومصادر أخرى مماثلة بأنها مادة مسرطنة محتملة، لكن الرابط ما يزال غير مثبت.

## الأسباب
وفقًا للنموذج السائد، فإن أي تعرض للإشعاع يمكن أن يزيد من خطر الإصابة بالسرطان. من بين المساهمين النموذجيين في مثل هذه المخاطر، الإشعاعات الطبيعية، والإجراءات الطبية، والتعرضات المهنية، والحوادث النووية، وغيرها الكثير. تتم مناقشة بعض المساهمين الرئيسيين أدناه.

### الرادون
يعد الرادون مسؤولًا عن الغالبية العظمى من متوسط تعرض الجمهور للإشعاع المؤين في جميع أنحاء العالم. غالبًا ما يكون أكبر مساهم منفرد في جرعة إشعاع الخلفية للفرد، وهو الأكثر تغيرًا من موقع إلى آخر. يمكن أن يتراكم غاز الرادون من المصادر الطبيعية في المباني، خاصة في المناطق المحصورة مثل العليّات والأقبية. ويمكن العثور عليها أيضًا في بعض مياه الينابيع وتحديدًا الينابيع الساخنة.
تظهر الأدلة الوبائية وجود صلة واضحة بين سرطان الرئة والتركيزات العالية من الرادون، مع 21000 حالة وفاة بسرطان الرئة بسبب الرادون في الولايات المتحدة سنويًا -في المرتبة الثانية بعد تدخين السجائر- وفقًا لوكالة حماية البيئة الأمريكية. وبالتالي في المناطق الجغرافية التي يوجد فيها الرادون بتركيزات عالية، يعد الرادون ملوثًا هامًا للهواء الداخلي.
التعرض السكني لغاز الرادون له أخطار سرطانية مماثلة للتدخين السلبي. يعد الإشعاع مصدرًا أقوى للسرطان عندما يدمج مع عوامل أخرى مسببة للسرطان، مثل التعرض لغاز الرادون بالإضافة إلى تدخين التبغ.

### الأسباب الطبية
في البلدان الصناعية، يساهم التصوير الطبي في جرعة الإشعاع للجمهور تقريبًا مثل إشعاع الخلفية الطبيعي. ارتفعت الجرعة الجماعية للأمريكيين من التصوير الطبي بمقدار ستة أضعاف من عام 1990 إلى عام 2006، ويرجع ذلك في الغالب إلى الاستخدام المتزايد للمسح ثلاثي الأبعاد الذي ينقل جرعة أكبر بكثير لكل إجراء من الصور الشعاعية التقليدية. يُقدر أن التصوير المقطعي المحوسب وحده، والذي يمثل نصف جرعة التصوير الطبي للجمهور، مسؤول عن 0.4% من السرطانات الحالية في الولايات المتحدة، وقد يرتفع هذا إلى 1.5-2% مع معدلات استخدام التصوير المقطعي المحوسب في عام 2007؛ ومع ذلك، فإن هذا التقدير متنازع عليه. تتضمن تقنيات الطب النووي الأخرى حقن المستحضرات الصيدلانية المشعة مباشرة في مجرى الدم، والعلاجات الإشعاعية تقدم عن عمد جرعات مميتة (على المستوى الخلوي) للأورام والأنسجة المحيطة.
تشير التقديرات إلى أن التصوير المقطعي المحوسب الذي أجري في الولايات المتحدة في عام 2007 وحده سينتج عنه 29000 حالة سرطان جديدة في السنوات المقبلة. تنتقد الكلية الأمريكية للأشعة (ACR) هذا التقدير، والتي تؤكد أن متوسط العمر المتوقع للمرضى الذين فحصوا بالأشعة المقطعية ليس هو متوسط العمر المتوقع لعامة السكان وأن نموذج حساب السرطان يعتمد على التعرض لإشعاع الجسم بالكامل وبالتالي فهو خاطئ.

### المهنية
وفقًا لتوصيات برنامج ICRP، تسمح معظم الجهات التنظيمية للعاملين في مجال الطاقة النووية بتلقي جرعة إشعاعية تزيد بمقدار 20 مرة عما هو مسموح به لعامة الناس. يُسمح عادةً بجرعات أعلى عند الاستجابة لحالة طارئة. يحتفظ بغالبية العمال بشكل روتيني بشكل جيد ضمن الحدود التنظيمية، بينما يقترب عدد قليل من الفنيين الأساسيين بشكل روتيني من الحد الأقصى كل عام. تحدث حالات التعرض المفرط العرضي التي تتجاوز الحدود التنظيمية على مستوى العالم عدة مرات في السنة. رواد الفضاء في مهمات طويلة أكثر عرضة للإصابة بالسرطان، انظر السرطان ورحلات الفضاء.
تتعرض بعض المهن للإشعاع دون تصنيفها كعاملين في مجال الطاقة النووية. تتلقى أطقم الخطوط الجوية التعرض المهني للإشعاع الكوني بسبب انخفاض الحماية الجوية عند الارتفاع. يتعرض عمال المناجم للتعرض المهني لغاز الرادون، وخاصة في مناجم اليورانيوم. من المرجح أن يتلقى أي شخص يعمل في مبنى من الجرانيت، مثل مبنى الكابيتول الأمريكي، جرعة من اليورانيوم الطبيعي الموجود في الجرانيت.

### الحوادث العرضية
يمكن أن يكون للحوادث النووية عواقب وخيمة على محيطها، لكن تأثيرها العالمي على السرطان أقل من تأثير التعرض الطبيعي والطب.
ربما تكون كارثة تشيرنوبيل أشد الحوادث النووية خطورة. بالإضافة إلى الوفيات التقليدية والوفيات الناجمة عن متلازمة الإشعاع الحاد، توفي تسعة أطفال بسبب سرطان الغدة الدرقية، وتشير التقديرات إلى أنه قد يكون هناك ما يصل إلى 4000 حالة وفاة زائدة بالسرطان بين ما يقرب من 600000 شخص الأكثر تعرضًا للإشعاع. من بين 100 مليون كوري (4 إكسابيكريل) من المواد المشعة، كانت النظائر المشعة قصيرة العمر مثل 131I تشيرنوبيل التي أطلقت هي الأكثر خطورة في البداية. نظرًا لعمرها النصفي القصير الذي يبلغ 5 و8 أيام، فقد تلاشى الآن، تاركًا أكثر من السيزيوم 127 (مع نصف عمر 30.07 سنة) والسترونيوم 90 (بنصف عمر 28.78 سنة) كخطر رئيسي.
في مارس 2011، تسبب زلزال وتسونامي في أضرار أدت إلى انفجارات وانهيارات جزئية في محطة فوكوشيما 1 للطاقة النووية في اليابان. أطلقت كميات كبيرة من المواد المشعة بعد انفجارات الهيدروجين في ثلاثة مفاعلات، حيث حاول الفنيون ضخ مياه البحر للحفاظ على برودة قضبان وقود اليورانيوم، ونزف الغاز المشع من المفاعلات من أجل إفساح المجال لمياه البحر. أدت المخاوف بشأن إطلاق النشاط الإشعاعي على نطاق واسع إلى إنشاء منطقة حظر بطول 20 كم حول محطة الطاقة ونصح الأشخاص داخل منطقة 20-30 كم بالبقاء في منازلهم. في 24 مارس 2011، أعلن المسؤولون اليابانيون أنه قد اكتشف اليود المشع 131 الذي يتجاوز حدود السلامة للأطفال في 18 محطة لتنقية المياه في طوكيو وخمس محافظات أخرى.
كذلك في اليابان كانت الحوادث النووية في توكايمورا عامي 1997 و1999. وكان حادث عام 1997 أقل فتكًا بكثير من حادث عام 1999. نتج الحادث النووي لعام 1999 عن اثنين من الفنيين المعيبين الذين، في رغبتهما في تسريع عملية تحويل سادس فلوريد اليورانيوم إلى ثاني أكسيد اليورانيوم المخصب، نتج عنه كتلة حرجة نتج عنها جرعات عالية إذ تعرض هيساشي أوشي بما يقرب من 17 سيفرت من الإشعاع وماساتو  شينوفرا إلى 10 سيفرات من الإشعاع، ما أدى إلى وفاتهم. المشرف على الاثنين، يوتاكا يوكوكاوا، الذي كان جالسًا في مكتب بعيدًا عن الخزان حيث كان يُصب سداسي فلوريد اليورانيوم، حقن بثلاث منخلات ونجا، ولكنه اتهم بالإهمال في أكتوبر 2000.
في عام 2003، في تشريح جثث 6 أطفال ماتوا في المنطقة الملوثة بالقرب من تشيرنوبيل حيث أبلغوا أيضًا عن ارتفاع معدل الإصابة بأورام البنكرياس، وجد باندازيفسكي تركيزًا من 137-Cs أعلى بنسبة 40-45 مرة من الكبد، ما يدل على أن البنكرياس النسيج هو تراكم قوي للسيزيوم المشع. في عام 2020، أبلغ زريليخ عن حدوث نسبة عالية وذات دلالة إحصائية لسرطان البنكرياس في أوكرانيا لمدة 10 سنوات، وكانت هناك حالات اعتلال أيضًا عند الأطفال في عام 2013 مقارنة بعام 2003.
تشمل الحوادث الإشعاعية الخطيرة الأخرى كارثة كاشتيم (تقدر بنحو 49 إلى 55 حالة وفاة بالسرطان)، وحريق ويندسكيل (يقدر بنحو 33 حالة وفاة بالسرطان).